# HOP! (companie aeriană)
HOP! este o companie aeriană franceză, parte a grupului Air France, care deține cele trei filiale regionale ale grupului (Airlinair, Brit Air și Régional). Fiecare dintre companii își păstrează certificatul de transportator aerian, dar operează împreună, sub marca HOP!
Compania a fost înființată în 2013, în urma reorganizării operațiunilor regionale ale Air France și este condusă de Lionel Guérin, președinte al Transavia Franța.